# Glansvleugelhoningzuiger
De glansvleugelhoningzuiger (Aethopyga pulcherrima) is een honingzuiger, deze vogel komt alleen voor in de Filipijnen.

## Kenmerken
Deze honingzuiger valt op door de gekromde snavel en vrij korte blauwgroene staart. Het mannetje is olijfgroen van de bovenzijde en heeft metallic blauw met groen gekleurde voorhoofd en vleugels (vandaar ook de Engelse naam: "Metallic-winged Sunbird"). De keel en borst zijn bij het mannetje felgeel. Het vrouwtje is grijs geel van kleur. Zowel het mannetje als het vrouwtje hebben een gele stuit.
Deze soort wordt inclusief staart zo'n 10 centimeter.

## Leefgebied
De glansvleugelhoningzuiger is in Luzon te vinden in de bossen en bosranden in de bergen en in op Mindanao in het laagland bij kokospalmplantages.

## Ondersoorten en verspreiding
Er zijn drie ondersoorten bekend:
- Aethopyga pulcherrima decorosa - Luzonhoningzuiger
- Aethopyga pulcherrima jefferyi - Boholhoningzuiger
- Aethopyga pulcherrima pulcherrima